# CHST10
CHST10 (англ. Carbohydrate sulfotransferase 10) – білок, який кодується однойменним геном, розташованим у людей на короткому плечі 2-ї хромосоми.  Довжина поліпептидного ланцюга білка становить 356 амінокислот, а молекулярна маса — 42 207.
| 10         |  | 20         |  | 30         |  | 40         |  | 50         |
| ---------- |  | ---------- |  | ---------- |  | ---------- |  | ---------- |
| MHHQWLLLAA |  | CFWVIFMFMV |  | ASKFITLTFK |  | DPDVYSAKQE |  | FLFLTTMPEV |
| RKLPEEKHIP |  | EELKPTGKEL |  | PDSQLVQPLV |  | YMERLELIRN |  | VCRDDALKNL |
| SHTPVSKFVL |  | DRIFVCDKHK |  | ILFCQTPKVG |  | NTQWKKVLIV |  | LNGAFSSIEE |
| IPENVVHDHE |  | KNGLPRLSSF |  | SDAEIQKRLK |  | TYFKFFIVRD |  | PFERLISAFK |
| DKFVHNPRFE |  | PWYRHEIAPG |  | IIRKYRRNRT |  | ETRGIQFEDF |  | VRYLGDPNHR |
| WLDLQFGDHI |  | IHWVTYVELC |  | APCEIMYSVI |  | GHHETLEDDA |  | PYILKEAGID |
| HLVSYPTIPP |  | GITVYNRTKV |  | EHYFLGISKR |  | DIRRLYARFE |  | GDFKLFGYQK |
| PDFLLN     |  |            |  |            |  |            |  |            |

A: Аланін

C: Цистеїн

D: Аспарагінова кислота

E: Глутамінова кислота

F: Фенілаланін

G: Гліцин

H: Гістидин

I: Ізолейцин

K: Лізин

L: Лейцин

M: Метіонін

N: Аспарагін

P: Пролін

Q: Глутамін

R: Аргінін

S: Серин

T: Треонін

V: Валін

W: Триптофан

Кодований геном білок за функцією належить до трансфераз. 
Задіяний у таких біологічних процесах як вуглеводний обмін, поліморфізм. 
Локалізований у мембрані, апараті гольджі.